# محمد بن مسنه الكشناوي
محمد بن مسنه الكشناوي (؟-1087هـ، ؟- 1676م). أبو عبد الله محمد بن مسنه بن غوما بن محمد بن عبد الله بن نوح البرنوي الكشناوي. فقيه إفريقي أورد نسبه الباحثان المستشرقان بيغار وهسكت، استنادًا على ما جاء في المخطوط الذي عثرا عليه من مؤلفاته. بعد العثور على المخطوط أمكنهما التعريف بمؤلفات هذا العالم البرنوي، وعلى ضوء ما كُتب عنه في السابق.
والمؤلَّف الموجود لهذا العالم هو النفحة العنبرية في حل ألفاظ العشرينية، أما المؤلَّفات الآتية فلم يُعثر عليها بعد:
- اللطيف المنظوم وليس فيه حرف منقوط.
- البزوغ الشمسية في شرح العشماوية.
- تزيين العصا وضرب هامات من عصى.
- عين الخلاص في تلاوة سورة الإخلاص.
- شفا ربا في تحرير فقهاء يوروبا.
- نزهة يسيرة على معرفة ما يقبل الصرف وعدمه.
- فتح المرام بمثل قصيدة ابن هشام.

لقد كان الشيخ مسنه الكاتسيني (نسبة إلى كاتسينا وهو إقليم في نيجيريا) الأصل فقيهًا مرموقًا استحق أن يكون مستشارًا للسلطان في أيامه، ومازالت أسرته تحمل اسمه.